# Casado de día, soltero de noche
Casado de día, soltero de noche es una obra de teatro en dos actos divididos en cuatro cuadros del dramaturgo español Julio Mathías, estrenada en 1978.

## Argumento
En una suerte de telergia, un matrimonio enamorado, compuesto por Arturo y Cristina cada vez que son tentados para cometer una infidelidad, se topan con fenómenos inexplicables como ascensores que caen o televisores que estallan. Junto a ellos, completan el elenco de personajes el amigo bienintencionado y la sirvienta descarada.

## Representaciones destacadas
- Teatro Reina Victoria, Madrid, 5 de mayo de 1978. Estreno.[2]
  - Dirección: Julio Mathías
  - Escenografía: Moncho Aguirre.
  - Intérpretes: Carlos Larrañaga (Arturo), María Jesús Sirvent (Cristina), Luisa Fernanda Gaona, José María Guillén.

- Teatro Beatriz, Madrid, 1979.[3]
  - Dirección: Pedro Valentín.
  - Intérpretes: Pedro Valentín, Anne Marie Rossier, Pepa Ferrer y Rafael Guerrero.

- Teatro Fígaro, Madrid, 1983.
  - Intérpretes: Pedro Civera (Arturo), María Silva (Cristina), Fernando Huesca, Loreta Tovar.